# Lingapura, Belur
Lingapura là một làng thuộc tehsil Belur, huyện Hassan, bang Karnataka, Ấn Độ.